# Аэропорт Турина
Аэропорт Турина (итал. Aeroporto di Torino) (ИАТА: TRN, ИКАО: LIMF) — гражданский аэропорт на севере Италии, в Казелле-Торинезе, в 16 км к северо-западу от Турина. Иногда так же называется Торино-Казелле (итал. aeroporto Torino-Caselle), а также международный аэропорт имени Сандро Пертини (итал. aeroporto internazionale di Sandro Pertini) в честь бывшего президента Италии.

## История
Аэропорт был построен в 1953 году на месте военной базы. В 1989 году перед чемпионатом мира по футболу был реконструирован. В 2005 году отремонтирован в рамках подготовки к Зимней Олимпиаде. В 2007 и 2008 гг. завоевал награду «Лучший аэропорт, принимающий до 5 миллионов пассажиров».

## Характеристики
Аэропорт находится на высоте 301 м над средним уровнем моря. Он занимает площадь более 57 тысяч квадратных метров. В аэропорту есть одна взлетно-посадочная полоса 18/36 с асфальтовым покрытием размером 3300 × 60 метров. Взлетно-посадочная полоса имеет сертификат ILS III B для захода на посадку с дальностью видимости менее 200 метров, но не менее 75 метров.

## Промышленность
В аэропорту также находятся два завода Leonardo (Северный и Южный): эти площадки специализируются на сборке и заключительном этапе производства, обслуживании, наземных и летных испытаниях военных и гражданских прототипов и самолетов. В частности, выпускаются такие самолеты, как: AMX-ACOL, ATR 42 MP, ATR 72 MP, C-27J, Eurofighter, Tornado MLU и Sky-X.

## Авиакомпании и пункты назначения

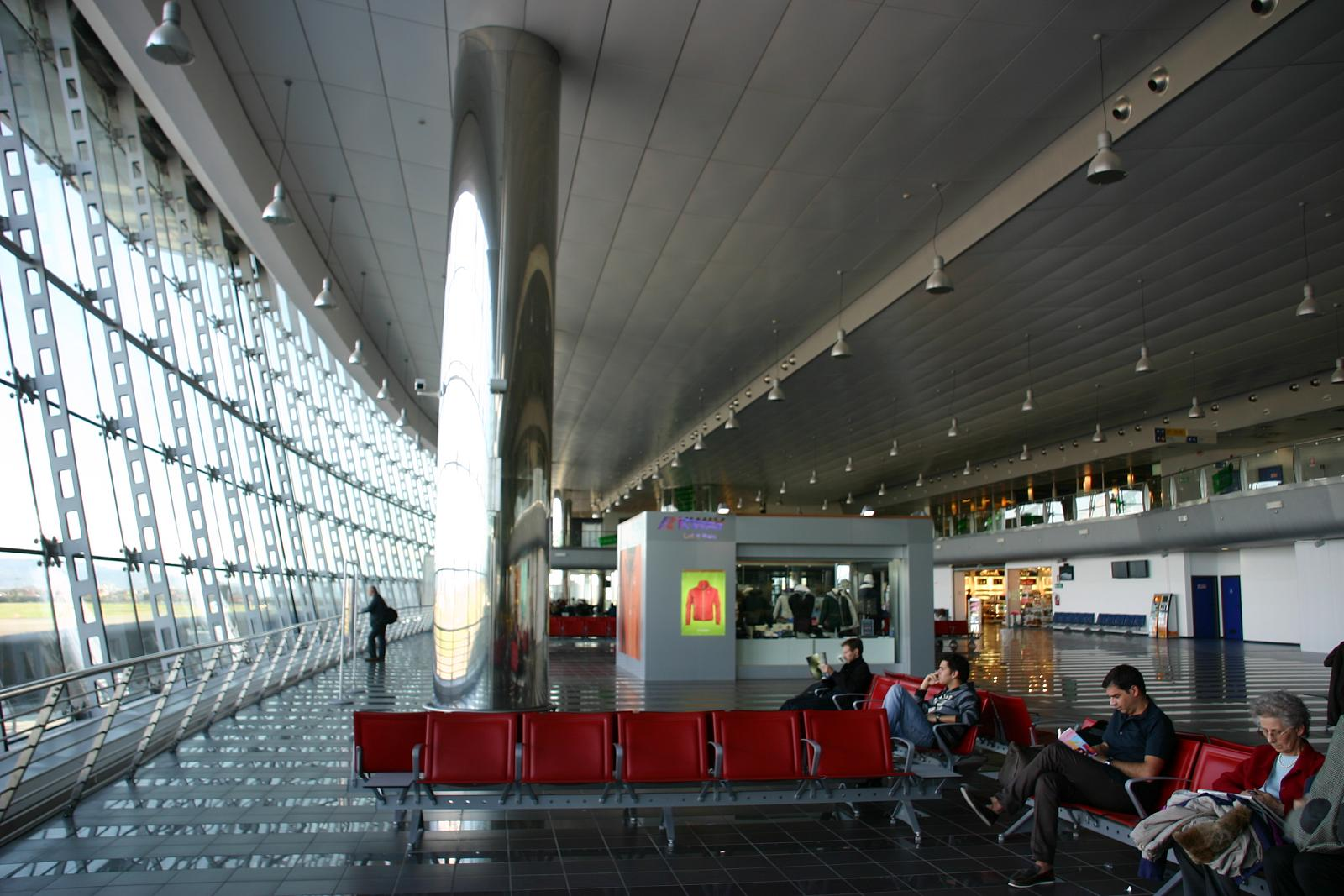
Зона вылета

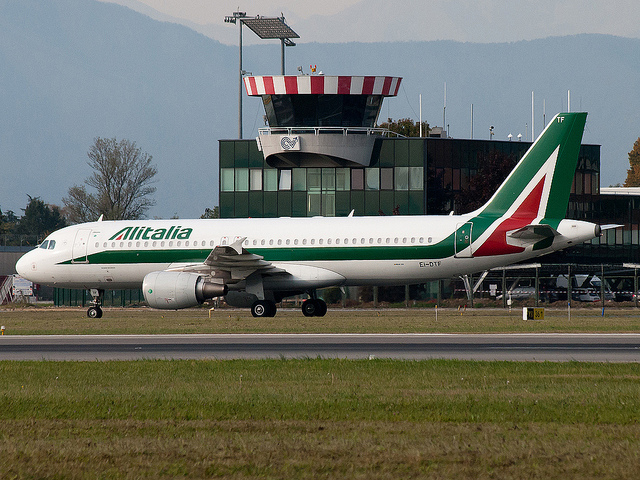
Airbus А320 перед контрольной башней в Туринском аэропорту

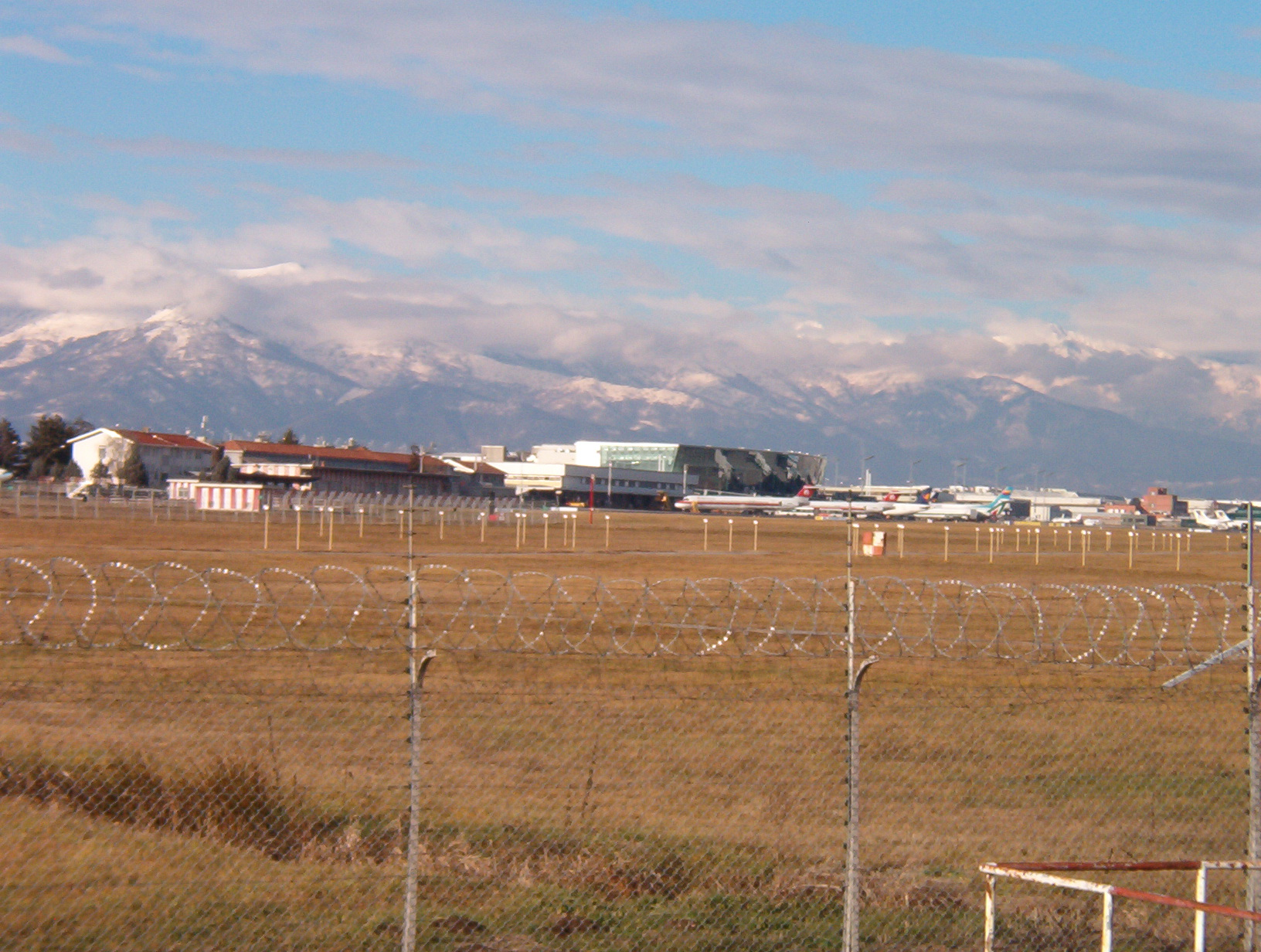
Аэропорт на фоне итальянских Альп

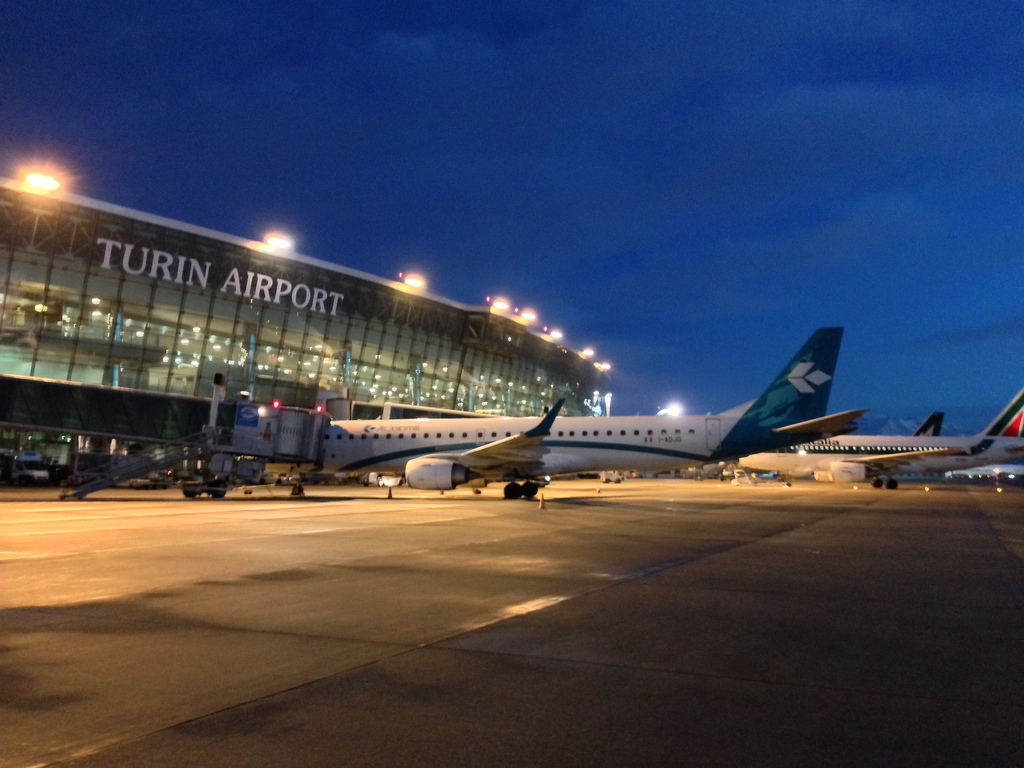
Перрон аэропорта

Следующие авиакомпании выполняют рейсы из аэропорта Турина:

## Статистика
Данные из запроса в Викиданные.

### Пассажиры
| Год  | Пассажиров | Движения |
| ---- | ---------- | -------- |
| 2016 | 3,950,908  | 46,496   |
| 2015 | 3,666,582  | 44,214   |
| 2014 | 3,431,986  | 42,463   |
| 2013 | 3,160,287  | 43,655   |
| 2012 | 3,521,847  | 51,773   |
| 2011 | 3,710,485  | 54,541   |
| 2010 | 3,560,169  | 54,840   |
| 2009 | 3,227,258  | 56,419   |
| 2008 | 3,420,833  | 58,148   |
| 2007 | 3,509,253  | 62,136   |
| 2006 | 3,260,974  | 60,838   |
| 2005 | 3,148,807  | 56,890   |
| 2004 | 3,141,888  | 57,847   |
| 2003 | 2,820,448  | 54,710   |
| 2002 | 2,787,091  | 59,931   |
| 2001 | 2,820,762  | 64,885   |
| 2000 | 2,814,850  | 61,971   |
| 1999 | 2,498,775  |          |
| 1998 | 2,464,173  |          |
| 1997 | 2,391,902  |          |
| 1996 | 2,009,532  |          |
| 1995 | 1,836,407  |          |
| 1994 | 1,758,936  |          |

### Маршруты
| Место | Город                           | Пассажиры | Перевозчики, работающие на маршруте                                    |
| ----- | ------------------------------- | --------- | ---------------------------------------------------------------------- |
| 1     | Франкфурт, Германия             | 192,104   | Lufthansa                                                              |
| 2     | Барселона, Испания              | 181,349   | Ryanair, Vueling                                                       |
| 3     | Мюнхен, Германия                | 180,845   | Lufthansa                                                              |
| 4     | Париж, Франция                  | 171,355   | Air France                                                             |
| 5     | Лондон Гатвик, Великобритания   | 168,933   | British Airways, easyJet, Flybe, Thomas Cook Airlines, Thomson Airways |
| 6     | Лондон Станстед, Великобритания | 127,392   | Ryanair, Thomson Airways                                               |
| 7     | Амстердам, Нидерланды           | 116,252   | KLM, Transavia                                                         |
| 8     | Мадрид, Испания                 | 114,953   | Iberia Regional (Air Nostrum), Blue Air                                |
| 9     | Бухарест, Румыния               | 66,604    | Blue Air, Wizz Air                                                     |
| 10    | Брюссель, Бельгия               | 54,555    | Ryanair, Blue Air                                                      |

| Место | Город                   | Пассажиры | Перевозчики, работающие на маршруте |
| ----- | ----------------------- | --------- | ----------------------------------- |
| 1     | Рим-Фьюмично, Лацио     | 550,244   | Alitalia, Vueling                   |
| 2     | Катания, Сицилия        | 340,847   | Blue Air, Ryanair, Alitalia         |
| 3     | Неаполь, Кампания       | 278,128   | Alitalia, Blue Air                  |
| 4     | Палермо, Сицилия        | 257,042   | Ryanair, Volotea                    |
| 5     | Бари, Апулия            | 215,626   | Ryanair, Blue Air                   |
| 6     | Ламеция-Терме, Калабрия | 127,504   | Blue Air                            |

## Наземный транспорт
Аэропорт связан с городом Турин маршрутным автобусом, и железной дорогой Ферровиа Торино-Церера, которая управляется компанией Gruppo Torinese Trasporti как "линия А" туринского метрополитена.